# Karl Treiber
Karl Treiber (ur. 1895, zm. po 1945) – as lotnictwa niemieckiego Luftstreitkräfte z 7 potwierdzonymi zwycięstwami w I wojnie światowej. Pilot myśliwski i oficer Luftwaffe w okresie II wojny światowej.

## Informacje ogólne
Karl Treiber służył w Jagdstaffel 5 od września 1918 roku. Pierwsze zwycięstwo odniósł 15 września, a w ciągu dwóch następnych tygodni miał już na koncie 6 potwierdzonych zwycięstw. Należał do najlepiej zapowiadających się pilotów eskadry. Ostatnie zwycięstwo odniósł 25 października. Latał na samolocie Fokker D.VIII.
W czasie II wojny światowej służył w stopniu porucznika Luftwaffe w Jagdgeschwader 52. Brał udział w bitwie o Anglię; 27 września 1940 roku w czasie walki powietrznej pilotowany przez niego Bf 109 E został zestrzelony w okolicach Maidstone, a Karl Treiber został ranny i dostał się do niewoli. Powrócił do Niemiec przed 1945 rokiem, ponieważ od 31 stycznia 1945 do końca wojny służył jako adiutant Dywizjonu Jagdgeschwader 52. Dalsze jego losy nie są znane.

## Odznaczenia
- Krzyż Żelazny (1939) I Klasy
- Krzyż Żelazny (1939) II Klasy